# Šelob
Šelob je velikanska pajkovka, ki je živela v jami v bližini Minas Morgula. Hranila se je z orki, ljudmi in vilini.
Spada med velike pošasti tretje dobe in je mati pajkov iz Mrkolesja. Tolkien jo je opisal v Stolpih: »Bila je najbolj podobna pajku, vendar večja od največjih lovskih zveri in strašnejša od njih, zaradi hudobnega namena v njenih neusmiljenih očeh jih je spet osvetlila padla luč, ki se je zbrala v njeni izbočeni glavi. Imela je velike rogove in za njenim kratkim stebelnim vratom je bilo njeno ogromno nabreklo telo ogromna napihnjena vreča, ki se je zibala in povešala med njenimi nogami; njegova velika masa je bila črna, pobarvana s sivimi madeži, toda trebuh pod njim je bil bled in svetleč ter je oddajal smrad. Njene noge so bile upognjene, z velikimi zaobljenimi sklepi visoko nad hrbtom in dlakami, ki so štrlele kot jeklene bodice, na koncu vsake noge pa je bil krempelj.«

## Zgodovina Šelob
Šelob se je rodila v prvi dobi in je potomka temnega bitja Ungolianta, ki je prevzela podobo velikega pajka. Sama po sebi je imela veliko moč - uničila je dve drevesi in skoraj ubila Melkorja, če slednji ne bi imel pomoči balrogov. Enkrat po tem je Ungoliant rodila svoje potomce v dolini blizu gorovja v osrednjem Beleriandu. Ta gorska veriga je bila znana kot Ered Gorgoroth, Gorovje groze. Dolina, ki jo prevzame Ungoliantov potomec pa se imenuje Nan Dungortheb, Dolina strašne smrti. Tudi Noldorji si niso upali prečkati tega območja in zrazen redkih izjem so se mu izogibala tudi vsa druga živa bitja. To je območje, kamor si je upal potovati Beren, ko je bežal iz Dorthoniona, in kjer je Šelob preživela zgodnja stoletja svojega življenja. Nekaj pred uničenjem Belerianda pa se je odpravila proti vzhodu in prišla v gore, kjer je preživela tisoče let in vstopila v širšo zgodbo Gospodarja prstanov: Tam je od nekdaj prebivala, hudobna stvar v obliki pajka, celo takšna, kot je nekoč živela v deželi vilinov na Zahodu, ki je zdaj pod morjem, kot se je Beren boril v gorah groze v Doriathu in tako je prišel v Luthien na zeleno grmovje sredi kubusov v mesečini že davno. Kako je Shelob prišla tja, leteča iz ruševine, nobena zgodba ne pove, kajti iz Temnih let je prišlo le malo zgodb.
Med svojim življenjem v Senčnem pogorju (Ephel Dúath) je rodila več pajkov, ki so požrli njene partnerje. Šelob se je hranila z vsem, kar je imelo nesrečo, da ji je krialo pot. Čeprav so ti sprva vključevali viline in ljudi, je teh v tej regiji postalo manj, ko se je Sauron naselil v Mordorju. Ker ljudje in vilini niso bili tako pogosta možnost, se je za hrano zatekla k orkom. Saurona to ni motilo. Tu in tam je z veseljem sprejel ceno nekaj orkov v zameno za večjo varnost okoli prehodov v svoje dežele. V Stolpih piše: ...glede Saurona: vedel je, kje se skriva. Veselilo ga je, da je tam prebivala, lačna, a neomajna v zlobi, bolj zanesljivo je opazovala to starodavno pot v njegovo deželo kot kdor koli drug, ki bi si ga lahko zamislil. In orki so bili koristni sužnji, vendar jih je imel v izobilju. Če jih je Šelob občasno ujela, da bi ohranila apetit, je bila dobrodošla: lahko ji prizanese. In včasih, kot človek lahko svoji mački vrže poslastico (kliče jo za svojo mačko), ji je Sauron poslal ujetnike, ki niso bili uporabni za nič drugega: dal jih je odpeljati v njeno luknjo in ji nesti sporočilo. Tako sta živela, uživala v svojih namerah in se nista bala napada, ne jeze, ne konca svoje hudobije. Še nikoli ni nobena muha pobegnila iz Šelobinih mrež...
Kar zadeva Šelobine otroke, so se razširili po Ephel Duathu in na sever v Mrkolesje. Ti pajki so bili manjši od Šelob, a še vedno inteligenti, ter so presegali običajne zveri in so bili nagnjeni k zlu. Ko se Sauron pozneje vrne v tretji dobi, se nastani v Dol Guldorju. Ta vrnitev zla naredi Šelobine potomce bolj drzne in nasilne. To so bili prav tisti pajki, ki jih Bilbo in škrati srečajo med dogodki Hobita. Ti pajki so bili očitno sposobni govora, saj jih Bilbo sliši govoriti o škratih.
Šelob v Senčnem pogorju prvič sreča Golluma leta 3009 tretje dobe, ko išče Edini prstan, ga ujame velik pajek, vendar jo uspe prepričati, da ga pusti oditi in ji obljubi, da ji bo prinesel več hrane. Gollum se res vrne 11. marca 3019 (tretje dobe), ko spremlja Sama in Froda na njunem potovanju v Mordor. V tem Času Gollum v skladu z vzdevkom, ki so mu ga dali orki s stopla: Cirith Ungol - Šelobin tiholazec, Sama in Froda pripelje v njene rove. Načrtuje, da se ju znebi, da bi lahko dobil nazaj svojo dragocenost. Šelobin ugriz naj ne bi ubil njenega plena, ampak ga spravil v stanje, podobno komi, tako da je njihovo meso ostalo sveže. Potem ko je Frodo izgubil zavest, je Šelob napadla Sama. Verjetno eden najbolj impresivnih podvigov tretjega obdobja je, ko Sam premaga Šelob. Ko slednja stopi nanj in se pripravlja, da bo s svojo težo zdrobila hobita, ji Sam pusti, da se nabode na bodalo Želo. Nato uporabi Galadrielino stekleničko in pajkilja pobegne. Kar zadeva Šelobino usodo po tej hudi rani, Tolkien pravi: »Šelob ni več; in ali je dolgo ležala v svojem brlogu, negovala svojo zlobo in svojo bedo, ter se v dolgih letih teme ozdravljala od znotraj, obnavljala svoje zgoščene oči, dokler ni s smrtno lakoto še enkrat zavrtela svoje strašne zanke v dolinah Senčnega pogorja, ta zgodba ne pripoveduje.« Kar zadeva njene potomce, vemo, da ob koncu Vojne za prstan Celeborn in Galadriel uničita trdnjavo Dol Guldor na jugu Mrkolesja. Medtem Thranduil premaga Sauronove sile na severu Mrkolesja. Očistijo vse dele gozda. Celeborn in Thranduil se srečata sredini in preimenujeta Mrkolesje v Eryn Lasgalen - Zelenolistni gozd. To nas vodi do prepričanja, da so bili pajki Mrkolesja bodisi izbrisani ali pregnani. Čeprav ne vemo, kaj se je na koncu zgodilo s Šelob - ali je umrla zaradi ran ali je preživela - sta bila ona in njena družina med najbolj grozljivimi bitji Srednjega sveta.